# Norra Kapprovinsen
Norra Kapprovinsen (afrikaans: Noord-Kaap; tswana: Kapa Bokone; xhosa: Mntla-Koloni; engelska: Northern Cape) är en stor, glest befolkad provins i nordvästra Sydafrika. Den är landets till ytan största provins, men dess minsta till befolkningen, med runt en miljon invånare på 361 830 km². Den gränsar till Botswana i norr och till Namibia i nordväst, och har kust mot Atlanten i väst. Huvudstad är Kimberley. 
Provinsen tillkom 1994, då Kapprovinsen delades i tre.

## Natur
Stora delar av provinsen består av torrt och halvtorrt slättlandskap med buskvegetation. Oranjefloden rinner genom provinsens östra delar, och utgör i den västra delen gräns mot Namibia. Längst i norr ligger Kalahari Gemsbok nationalpark.

## Befolkning
Norra Kapprovinsen är sparsamt befolkad, och stora ytor är helt folktomma. Närmare 80 % av befolkningen bor i städer. I och omkring Kalahariöknen lever sanfolket. Omkring 68 % av invånarna har afrikaans som modersmål, och 21 % setswana.

## Näringsliv
Provinsen är mycket rik på mineraler, och har en betydande gruvdrift. Kimberley är centrum för Sydafrikas diamantutvinning. Dessutom utvinns bland annat koppar, asbest och mangan. I övrigt finns en del jordbruk, med stor fårhållning (karakulfår), och odling av frukt, jordnötter, majs och bomull. I provinsen produceras även vin.